# Jasper Radcliffe
Jasper Radcliffe (auch Ratcliffe) (* vor 1. Juli 1683; † 1. März 1711) war ein britischer Politiker, der einmal als Abgeordneter für das House of Commons gewählt wurde.
Jasper Radcliffe wurde am 1. Juli 1683 als ältester Sohn seines gleichnamigen Vaters Jasper Radcliffe und dessen Frau Jane Salomon getauft. Sein Vater war ein Kaufmann aus Exeter, seine Mutter eine Tochter des Kaufmanns Solomon Andrews aus Lyme Regis. Radcliffe studierte 1703 am New College in Oxford und im gleichen Jahr am Middle Temple in London. Nach dem Tod seines Vaters 1704 wurde er dessen Erbe. Das Erbe wurde auf etwa £ 40.000 mit £ 600 jährlichen Einkünften geschätzt. Von seinem Vermögen hatte sein Vater aber £ 10.800 seinen jüngeren Kindern vermacht. 1708 wurde Radcliffe Freeman von Exeter. Bei der Unterhauswahl 1710 kandidierte er, offenbar für die Tories, für das Borough Camelford, wo sein Schwager Henry Manaton erheblichen Einfluss hatte. Er wurde als Abgeordneter gewählt, starb jedoch wenig später, ohne dass Reden oder Tätigkeiten von ihm im House of Commons überliefert sind. Sein Erbe wurde sein jüngerer Bruder Andrew, nach dessen Tod sein Bruder Walter.